# Spinner (Blade Runner)
Pour les articles homonymes, voir Spinner.
Le Spinner (parfois traduit en français par autoplane) est le terme générique donné aux « voitures volantes » dans Blade Runner. Il peut être conduit sur le sol, décoller verticalement, voler en utilisant un moteur à réaction comme les aéronefs à décollage et atterrissage verticaux actuels. Ces voitures ont des portes à ciseaux de type Lamborghini, et sont opérées par intelligence artificielle.

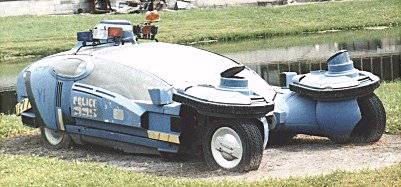
Spinner

En dépit des restrictions, certaines personnes riches peuvent acquérir des permis de spinner ; ce sont surtout les policiers qui utilisent les spinners
Il a été conçu par Syd Mead et a probablement servi de base à d'autres objets volants comme le taxi dans Le Cinquième Élément et le « landspeeder » de Star Wars.
Le dossier de presse du film renseigne que le spinner est propulsé par trois moteurs : un conventionnel, un à réaction et un anti-gravité.
De nombreuses références sont faites au spinner, comme dans Star Wars ou Soldier.